# Institut textile et chimique de Lyon
ITECH Lyon (Institut textile et chimique de Lyon) est l'une des 204 écoles d'ingénieurs françaises accréditées au 1er septembre 2020 à délivrer un diplôme d'ingénieur.
Elle est située à Écully, dans la région lyonnaise, et spécialisée dans le domaine des matériaux polymères.

## Histoire de l'école
L'histoire de l'ITECH commence par la création de l'École de tissage de Lyon en 1883. Cette école spécialisée dans la soierie s'ouvre logiquement au sein de la ville de Lyon, haut lieu du textile français. Parallèlement, en 1899, s'ouvre l'École française de la tannerie. Bien que spécialisée dans le cuir, cette école se diversifie rapidement dans la plasturgie (avec l'aide du centre national des arts et métiers).
En 1969, avec l'ouverture d'un département peintures, encres et adhésifs, l'École française de tannerie devient l'ESCEPEA (École Supérieure du Cuir et des Peintures, Encres et Adhésifs).
1988 marque un tournant important dans l'histoire de l'école puisque, c'est à cette période qu'elle prend officiellement le nom ITECH, à la suite de la fusion entre l'ESCEPEA et l'ESITL (héritière de l'école de tissage). 
En 1993, l'ITECH devient membre de l'Institut polytechnique de Lyon qui fédère ECAM, ISARA, CPE et ITECH.

## Programmes

### Classes préparatoires passerelles - bac +2
La classe préparatoire physique, chimie et sciences de l'ingénieur (PCSI) forme les bacheliers durant deux ans en partenariat avec le Lycée Assomption Bellevue (Lyon), le Lycée Saint-Denis (Annonay) et l'Institution Sainte Marie (Beaucamps-Ligny). Cette formation permet de rejoindre par la suite le cursus ingénieur à l'ITECH. Depuis janvier 2010, la classe préparatoire est passée sous le régime du contrat d'association avec l'État.

### Formulateur coloriste (post premier cycle) - bac +3
Formation ouverte aux titulaire d'un DUT (BUT2) ou d'un BUT, BTS ou deuxième année de licence, elle permet d'acquérir des connaissances supplémentaires dans la formulation de produits colorés (ou non) dans le domaine de la peinture, des encres, des adhésifs et de la cosmétique. Cette formation est reconnue par la CPNE.

### Diplôme d'ingénieur - bac +5
L'ITECH Lyon, membre de la Conférence des grandes écoles (CGE), forme des ingénieurs dont le diplôme est accrédité par la Commission des titres d'ingénieur (CTI).
L'école compte quatre départements qui représentent les quatre spécialités de l'école :
- le département chimie de formulation : ce département est spécialisé dans le domaine des peintures, encres, vernis, adhésifs et cosmétiques ;
- le département matériaux plastiques : ce département travaille sur les procédés de transformation des matières plastiques (thermoplastiques et thermodurcissables) comme l'injection ou le thermoformage ;
- le département textile : situé à Roanne, les compétences de ce département couvrent l'ensemble de la fabrication textile. Il s'intéresse à la création de fils (moulinage/guipage/texturation), à la fabrication de tissus, aux procédés de finissage (teinture, impression, apprêts, tissus fonctionnels) ;
- le département cuir : le département cuir forme des ingénieurs spécialisés dans le développement de process de transformation de la peau en cuir, dans l'analyse des tannins, la caractérisation chimique et mécanique des cuirs, l'optimisation des spécifications pour cuirs techniques, la diminution de la charge polluante des effluents.

L'école permet également l'acquisition du diplôme d'ingénieur en alternance (en contrat d'apprentissage) en trois années. Dans ce cas, la spécialisation se fait à travers la formation en entreprise. La réalisation du cursus sous statut étudiant ou apprenti est sanctionné par le même diplôme.

### Formations Mastère Spécialisé - bac +6
L'ITECH Lyon dispense également quatre formations Mastère Spécialisé (MS) sous statut étudiant ou en alternance :
- manager de projet d'innovation ;
- manager de projet d'innovation en économie circulaire ;
- manager de projet d'innovation, industrie 4.0 (en partenariat avec IRIIG)[8]
- responsable conception et industrialisation cosmétiques (en partenariat avec le Groupe IMT - formations industries santé et bien-être).

## Partenaires internationaux
- Hochschule Reutlingen (Allemagne)
- Hochschule Niederrhein (Allemagne)
- Esslingen University of Applied Sciences (Allemagne)
- Université de Zagreb (Croatie)
- Université polytechnique de Catalogne (Espagne)
- Université de Lérida (Espagne)
- Atlântica - Institut universitaire (Portugal)
- Tomas Bata University in Zlín (République Tchèque)
- University of Borås (Suède)
- Université du Québec à Chicoutimi - UQAC (Canada)
- Université de Sherbrooke (Canada)
- Université La Salle (Mexique)
- Université Anáhuac (Mexique)
- Université de Fukui (Japon)
- Rajamangala University of Technology (Thaïlande)
- Mae Fah Luang University (Thaïlande)